# مهسا امینی
مهسا (ژینا) امینی (۱۷ مهر ۱۳۷۹ – ۲۵ شهریور ۱۴۰۱)، شهروند ۲۱ سالهٔ ایرانی بود که در ۲۲ شهریور ۱۴۰۱، پس از دستگیری از سوی پلیس امنیت اخلاقی نظام جمهوری اسلامی ایران موسوم به گشت ارشاد در تهران، در اثر ضربات مأموران گشت ارشاد دچار شکستگی جمجمه و مرگ مغزی شد.
مهسا امینی سه روز بعد، در ۲۵ شهریور ۱۴۰۱، بر اثر شدت جراحات ناشی از ضربات وارده در بیمارستان کسری تهران درگذشت. درگذشت او، موجب بروز واکنش‌ها و اعتراضات گسترده‌ای در نقاط مختلف ایران و جهان شد. واکنش‌ها به کشته شدن وی در شهرهای ایران و فضای مجازی سبب شد که هشتگ فارسی #مهسا_امینی با گذر از مرز ۳۰۰ میلیون توییت و ری‌توییت ترند جهانی شود و رکورد جهانی تاریخ توییتر را بشکند. قتل او، زمینه‌ساز گسترده‌ترین قیام سراسری علیه نظام جمهوری اسلامی شد.
او همراه با جنبش زن، زندگی، آزادی، برنده جایزه حقوق بشری اتحادیه اروپا، ساخاروف، شده‌است.

## زندگی
بنا به گفته مادرش، مهسا (ژینا) امینی در تاریخ ۱۷ مهر ۱۳۷۹ در شهر سقز به دنیا آمد. به دلیل اینکه یک سال از مدرسه عقب نماند، در شناسنامه تاریخ تولد او ۲۵ شهریور نوشته شده‌است. همه خانواده، ژینا صدایش می‌زدند، اما نامش را در شناسنامه مهسا گذاشتند.
ژینا چند ماه قبل از مرگ در دانشگاه ارومیه برای رشته میکروبیولوژی ثبت نام کرده بود و قصد داشت برای زندگی و تحصیل به ارومیه برود. پدرش هم برای او مغازه لباس‌فروشی در شهر سقز راه‌اندازی کرده بود، اما به گفته مادرش به این کار علاقه نداشت، به همین خاطر زیاد به مغازه نمی‌رفت. او یک برادر به نام اشکان داشت.

## بازداشت
مهسا امینی در شهریور ۱۴۰۱ با خانواده‌اش برای دیدن فامیل از سقز به تهران سفر کرده‌بود. او حدود ساعت ۶ عصر سه‌شنبه ۲۲ شهریور در نزدیکی ایستگاه متروی شهید حقانی واقع در بزرگراه شهید حقانی در حالی که همراه برادرش بود به‌دست مأموران گشت ارشاد دستگیر شد. به‌گفتهٔ برادرش اشکان امینی، او هنگام بازداشت به مأموران گشت ارشاد گفت «ما غریبیم در این شهر». پس از اعتراض برادرش، به او گفته شد که خواهرش برای گذراندن «کلاس توجیهی» به بازداشتگاه منتقل شده و تا یک ساعت دیگر آزاد خواهد شد. دایی او به رادیو فردا گفته‌است: «برادر مهسا آنجا بوده و وقتی خواسته مقاومت کند و اجازه ندهد مهسا را بازداشت کنند، گاز اشک‌آور زده و [او و تجمع‌کنندگان را] پراکنده کرده‌اند.» شاهدان عینی در خودروی گشت ارشاد و بازداشتگاه از ضرب‌وجرح وی خبر دادند.

مهسا امینی؛ ساعاتی پیش از بازداشت

## کشته‌شدن
مهسا امینی سه روز بعد، در ۲۵ شهریور ۱۴۰۱ در بیمارستان کسری درگذشت. دو ساعت پس از دستگیری و انتقال مهسا امینی به ساختمانِ پلیس امنیت اخلاقی تهران در خیابان وزرا، او به‌دلیل صدمات وارد شده به جمجمه، دچار مرگ مغزی شده و در بخش مراقبت‌های ویژه بیمارستان کسری بستری شد. زمانی که برادر او مقابل ساختمان، منتظر خواهرش بود، یک آمبولانس را دیده که از ساختمان خارج می‌شود. او از یکی از سربازان دربارهٔ علت خروج آمبولانس از ساختمان سؤال می‌کند که به او گفته می‌شود که یکی از سربازان زخمی شده‌است. او پس از نشان دادن عکس خواهرش به سایر دخترانِ آزادشده از بازداشتگاه، متوجه می‌شود که آمبولانس، حامل پیکر نیمه‌جان مهسا بوده‌است.
طبق گزارشی که از بیمارستان کسرای تهران به دست منابع آگاه رسیده‌است، مهسا به محض رسیدن به بیمارستان از لحاظ پزشکی مرده بود. او بر اثر ضربه شدیدی که به سرش خورده بود دچار مرگ مغزی شده بود. مژگان افتخاری، مادر مهسا، اندکی پیش از درگذشت مهسا گفت: «او پیش از بازداشت کاملاً سالم بوده‌است.»
کمیته حقیقت‌یاب سازمان ملل در گزارشی که به‌تاریخ هشتم مارس ۲۰۲۴ منتشر شد، اعلام کرد پس از بررسی‌های انجام‌شده برای کمیته محرز شده که که حکومت جمهوری اسلامی به‌دلیل اعمال خشونت فیزیکی در هنگام بازداشت، در موضوع مرگ مهسا امینی مجرم است.

### خاک‌سپاری

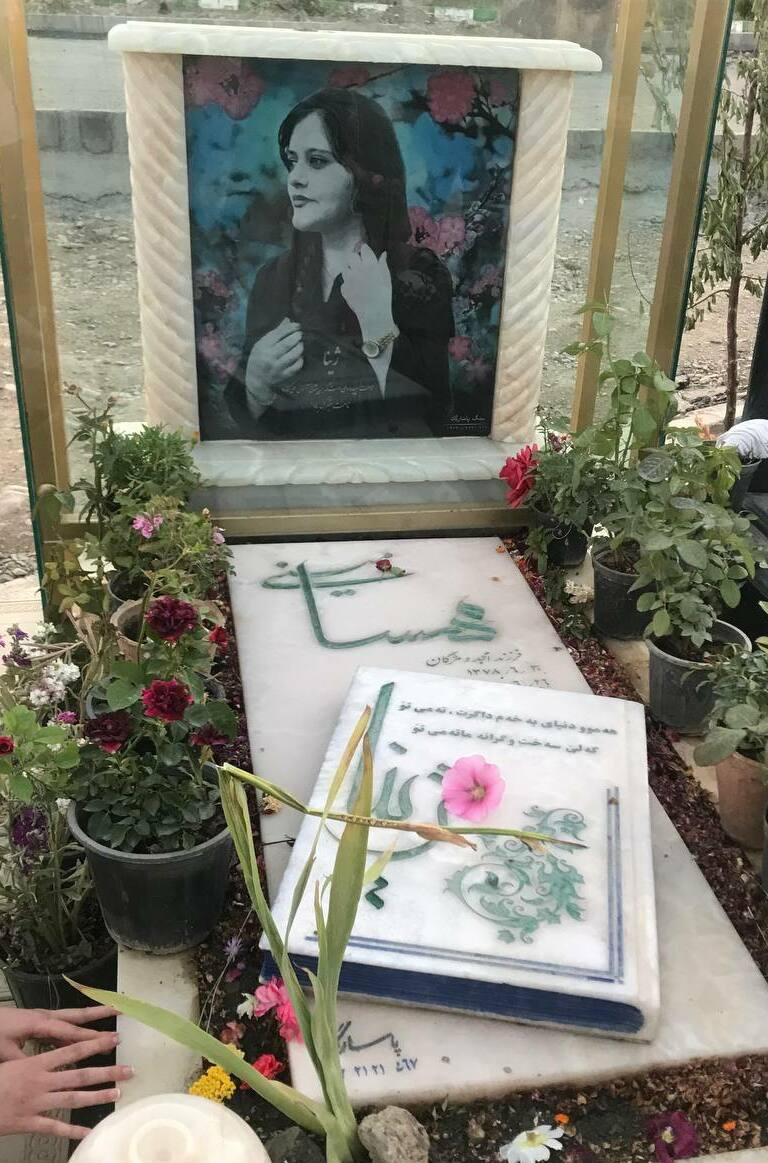
آرامگاه مهسا امینی در گورستان روستای آیچی

بامداد ۲۶ شهریور پیکر امینی به سقز انتقال داده شد و با حضور گسترده مردم و همچنین نیروهای امنیتی، او را در گورستان آیچی به خاک سپردند. در حالی که نیروهای امنیتی قصد داشتند او را شبانه و بدون حضور مردم خاکسپاری کنند که با ممانعت خانواده او مواجه شدند. همچنین در روز خاکسپاری نیروی انتظامی راه‌های منتهی به شهر سقز را مسدود کردند تا جلوی حضور بیشتر مردم را بگیرند. معترضان در مراسم خاکسپاری وی شعارهایی نظیر «قتل به خاطر روسری؟ تا کی چنین خاک به سر باشیم؟» و «مرگ بر دیکتاتور» سر دادند. پدربزرگ مهسا امینی در مراسم خاکسپاری او شعری از شیرکو بیکس با عنوان «تهران برای هیچ‌کس نمی‌خندد» قرائت کرد.

### روایت‌ها

#### روایت شاهدان عینی
چند تن از افرادی که خود از بازداشت‌شدگان بودند و در همان ون گشت ارشاد همراه مهسا امینی حضور داشتند طی مصاحبه‌هایی، خشونت فیزیکی و ضرب و شتم شدید نیروهای پلیس علیه مهسا امینی که باعث شکستگی جمجمه او شد را تأیید کردند، همچنین آنها اعلام کردند که مهسا را دیر به بیمارستان رساندند.

#### روایت فرماندهی انتظامی
دو روز پس از ادعای سکته مغزی و حمله قلبی مهسا امینی در ساختمان پلیس امنیت اخلاقی خیابان وزراء تهران، فرماندهی انتظامی جمهوری اسلامی در اطلاعیه‌ای بدرفتاری با او را «اخبار و ادعاهای رسانه‌های معاند دربارهٔ این حادثه» خواند و آن را رد کرد. واکنشی که کاربران شبکه‌های اجتماعی آن را «سناریوی تکراری» خواندند.
در اطلاعیه پلیس پایتخت دربارهٔ مهسا امینی، بدون ذکر نام او، آمده است: «خانمی برای «توجیه و آموزش» به یکی از بخش‌های پلیس تهران بزرگ هدایت شده بود که «ناگهان» در جمع سایر افراد هدایت شده، «به‌طور ناگهانی» دچار عارضه قلبی شد.»
چندین پزشک با بررسی عکس‌ها و ویدئوهای منتشر شده از مهسا امینی در شبکه‌های اجتماعی اعلام کردند که با توجه به جراحات مشهود در صورت و خونریزی از گوش او، عامل بستری شدن به هیچ وجه نمی‌توانسته مشکل قلبی باشد بلکه برخورد جسمی سخت باعث این شکل از آسیب‌دیدگی شده است. همچنین در بررسی که شماری از پزشکان مستقل با مشاهده سی‌تی اسکن مغزی او و بررسی وجود خون در ریه او انجام دادند، ثابت شده است که ضرباتی شدید به سر او وارد شده است که این بررسی، ادعای حکومت ایران را به‌طور کامل رد می‌کند. مارک دوبوویتز، مدیر اجرایی بنیاد دفاع از دموکراسی‌ها و جیکوب نیگل، مشاور سابق امنیت ملی بنیامین نتانیاهو، نخست‌وزیر اسرائیل در ۲۱ تیر ۱۴۰۳ در مقاله‌ای در روزنامه معاریو، اسرائیل را عامل انتشار پرونده پزشکی امینی دانسته و این کاررا یک "اقدام سایبری" توصیف کردند که به ماه‌ها اعتراض مرگبار در ایران " تا حد زیادی یاری رساند.

#### گفته‌های پدر مهسا
پدر مهسا نیز با اشاره با آثار ضرب و جرح در جاهای مختلف بدن او در رد ادعای پلیس گفت: «دخترم هیچ‌گونه مشکلی نداشت و او را از بین بردند. من به همه می‌گویم که درخواست رسیدگی دارم.» دیگر بستگان او نیز با اشاره به این ادعا، این‌گفته‌ها را تکذیب کردند و پلیس ایران را قاتل مهسا خواندند، دایی او ادعای بیماری قلبی او را دروغ محض خواند و گفت او کاملاً سالم بوده‌است. مادر او نیز در رابطه با به قتل رسیدن مهسا توسط پلیس گفت: «فرشته من را کشتند.»
به گفته پدر مهسا امینی، نیروی انتظامی ابتدا به همسایه‌ها گفته بود که بگویید مهسا مقابل بیمارستان کسری خودکشی کرده‌است. در مقابل درخواست فیلم بازداشت و حضور مهسا امینی در ون، نیروی انتظامی برخلاف تمامی شواهد موجود اعلام می‌کند که آن زمان دوربین‌ها شارژ نداشته‌اند و چیزی ضبط نشده‌است. به گفته او چندین زن دیگر که در ون بوده‌اند اعلام کردند که مهسا امینی مورد ضرب و شتم مأموران قرار گرفته‌است. او می‌گوید که «یک فیلمی در وزرا به من نشان دادند که در آن وقتی مهسا از هوش می‌رود، مأمور زن گشت ارشاد او را روی زمین می‌کشد و کشان کشان دخترم را به اتاق می‌برد یعنی حتی به خودشان زحمت ندادند که دختر من را بلند کنند بلکه او را روی زمین می‌کشیدند! من خودم با چشمانم دیدم که خون بسیار زیادی از چشم، گوش و گردن آمده بود؛ سمت چپ بدن مهسا سیاه و کبود شده بود!» همچنین معاون پزشکی قانونی در رابطه با گزارش پزشک قانونی به پدر مهسا امینی گفته‌است که «من هر چه دلم بخواهد، هر چه به صلاح مملکت باشد را می‌نویسم به تو هم هیچ ربطی ندارد!».

### گزارش پزشک قانونی
پزشکی قانونی جمهوری اسلامی ایران، ۲۱ روز پس از مرگ مهسا امینی اعلام کرد که علت مرگ «اصابت ضربه به سر و اعضا و عناصر حیاتی بدن نبوده‌است.» پزشکی قانونی ایران گفت با توجه به «بیماری زمینه‌ای» مهسا امینی «توانایی لازم جهت جبران و تطابق با وضعیت ایجاد شده را نداشته، لذا در شرایط مذکور دچار اختلال ریتم قلب و کاهش فشار خون و متعاقب آن کاهش سطح هوشیاری شده که به دلیل انجام عملیات احیای قلبی ـ تنفسی غیرموثر در دقایق حساس اولیه، دچار هیپوکسی شدید و در نتیجه آسیب مغزی شده‌است.» بر اساس این گزارش «علیرغم برگشت عملکرد قلبی متعاقب عملیات احیای پرسنل اورژانس، حمایت تنفسی انجام شده کارساز نبوده» و با وجود انتقال به بیمارستان مهسا امینی «به علت نارسانی چند ارگانی (M.O.F) ناشی از هیپوکسی مغزی در تاریخ ۱۴۰۱/۶/۲۵ فوت می‌نماید.» پیش از انتشار این گزارش، پزشکی قانونی برای اعلام نظر نهایی، روی یک جراحی خال در سابقه پزشکی امینی دست گذاشته بود که پس از انتشار گزارش نهایی «جراحی خال» به «جراحی تومور مغزی» تبدیل شد.
امجد امینی پدر مهسا صحت ادعاهای پزشکی قانونی را به کلی رد کرد. او دربارهٔ سوابق بیماری دخترش گفت: «دروغ است! به خدا قسم [مهسا] هیچ نوع مریضی نداشته و حتی درمانگاه هم نرفته، مگر برای سرماخوردگی ساده. او ورزشکار بود.» وی در عین حال گزارش خبرگزاری فارس مبنی بر «بیهوشی» چندباره دخترش در محل کارش را نیز رد کرده و گفت که مهسا «فقط دو ماه بود که در یک مغازه این پاساژ شاغل شده بود و چندین مورد بیهوشی در این مدت کوتاه عملاً امکان‌پذیر نبوده‌است.» آقای امینی خواستار ارائه «شاهد» برای اثبات این ادعا شد.
محمدصالح نیکبخت وکیل خانوادهٔ امینی هم اعلام کرد که به علت «عدم مشورت» با پزشکان معتمد این گزارش را نمی‌پذیرد و بعد از اینکه اصل پرونده و نه بدل آن را بخوانند، می‌توانند با نظر کمیسیون پزشکی مورد اعتماد خانواده آنچه موجب مرگ شده را اعلام کنند. او در ۱۰ مهر ۱۴۰۱ در مصاحبه‌ای با روزنامه «اعتماد» گفته بود: «بر اساس اعلام پزشکان متخصص و کارشناسان مستقل، مرگ مهسا هیچ ارتباطی با بیماری قبلی ایشان که برداشتن یک خال یا غده کوچک در بالای چشم ایشان بوده، ندارد. ضمن این‌که مهسا در گذشته هیچ سابقه بیماری قلبی و عروقی و کلیوی نداشته‌است. نمی‌توان مرگ آنی او را (یک ساعت پس از دستگیری) به بیماری‌های قبلی و زمینه‌ای ارتباط داد. خانواده او می‌خواهند بدانند، خونی که از پایین جمجمه پشت گردن و گوش او تراویده‌است، ناشی از چه نوع بیماری یا تروما (یعنی ضربه خارجی) است». وی افزود مهسا به بیماری تیروئید هم مبتلا بود که با توجه به وضعیت آب و هوایی غرب ایران در آن منطقه رایج است اما این بیماری هم هیچ تأثیری در حادثه‌ای که برای او به وجود آمده نداشته‌است.

### پوشش خبری
پوشش خبری به کما رفتن مهسا امینی از سطح شبکه‌های اجتماعی و رسانه‌های خارج از ایران، وارد رسانه‌ها و خبرگزاری‌های داخلی و رسمی شد. مقام‌های حکومتی در ایران تلاش کردند فضای خبری جان باختن او را در اختیار بگیرند و نظام قضایی، اجرایی، قانونگذاری و امنیتی ایران را در قبال این حادثه پاسخگو و حساس نشان دهند. منتها حکومت و رسانه‌های حکومتی قدرت کنترل ابعاد و پتانسیل این رویداد را نداشته و نتوانستند افکار عمومی را قانع و سیل خشم و اعتراض‌های عمومی را مهار کنند.

### شکایت خانواده
صالح نیکبخت، وکیل مدافع خانواده مهسا امینی، در ۶ مهر اعلام کرد والدین مهسا از عاملان دستگیری او شکایت کردند. صالح نیکبخت همراه با علی رضایی وکالت اولیای دم پرونده مهسا امینی را برعهده دارند.

### مراسم چهلم
مراسم چهلم مهسا امینی که با فراخوان گروه‌های مختلف در ایران همراه شد با وجود تلاش نیروهای امنیتی حکومت ایران برای جلوگیری از برگزاری مراسم، چهارشنبه ۴ آبان ۱۴۰۱ برگزار شد. خانواده امینی توسط دستگاه‌های امنیتی جمهوری اسلامی تهدید شدند. پدر، مادر و برادر مهسا تحت‌الحفظ مأموران امنیتی در خانه خود در حبس بودند و به آن‌ها اجازه خروج از خانه و رفتن به مزار مهسا داده نشد. اینترنت شهر سقز قطع و درگیری‌هایی در سقز انجام شد.

## واکنش‌ها به کشته‌شدن مهسا
دستگیری و ضرب‌وشتم مهسا امینی توسط گشت ارشاد و به کما رفتن او، خشم عمومی مردم را در جامعه و شبکه‌های اجتماعی در پی داشت. مرگ او باعث واکنش‌های گسترده‌ای در سطح داخلی و بین‌المللی شد. بسیاری از سیاستمداران، هنرمندان، شخصیت‌ها، احزاب و نهادهای ایرانی و جهانی به آن واکنش نشان دادند و بسیاری از هنرمندان و ورزشکاران ارتباط خود را با صدا و سیما و تیم‌های ورزشی جمهوری اسلامی قطع کردند. هشتگ #مهسا_امینی در توییتر رکورد تاریخ هشتگ‌ها در این سایت را شکست و تا ۹ مهر بیش از ۲۰۰ میلیون بار از آن استفاده شد.

### هشتگ #مهسا_امینی
استفاده از #مهسا_امینی در اعتراض به کشته‌شدن او رکورد استفاده از یک هشتگ در توییتر را شکست. تا ۱۳ مهر ۱۴۰۱ این هشتگ بیش از ۲۷۵ میلیون بار استفاده شد.

### گیسوبران
شماری از زنان ایرانی در اعتراض به جان‌باختن مهسا امینی در حرکتی نمادین، با ابراز خشم و سوگ، موهای خود را قیچی کردند. آیین گیسوبران از رسوم دیرینه ایرانیان باستان است.

### روسری‌سوزان
کارزار آتش‌زدن روسری به عنوان نماد حجاب به نشانه مخالفت با حجاب اجباری در اعتراضات پس از کشته‌شدن مهسا امینی رخ داد. این حرکت نمادین با واکنش‌ها بسیاری مواجه شده‌است. شمار بسیاری از زنان در اعتراضات روسری از سر برداشتند و برخی روسری خود را آتش زدند.

## خیزش
با اعلام خبر قتل امینی، اولین تجمع‌ها اطراف بیمارستان کسری که او در آن درگذشت، شکل گرفت. مردم در روز جان باختن او خشم‌گینانه شعارهایی نظیر «مرگ بر دیکتاتور»، «گشت ارشاد گشت کشتار»، «می‌کشم می‌کشم، کسی که خواهرم کشت»، «قسم به خون مهسا، ایران می‌گردد آزاد»، «خامنه‌ای قاتله، حکومتش باطله» و «از کردستان تا تهران ستم علیه زنان» سردادند. می‌دادند و اعتراض کردند، این اعتراضات با سرکوب توسط نیروهای نظامی مواجه شد و عده‌ای نیز بازداشت شدند.
مهسا امینی در بامداد ۲۶ شهریور در آرامستان آیچی سقز دفن شد. حکومت سعی داشت او را شبانه و بدون حضور مردم دفن کند که با ممانعت پدر او مواجه شد. شمار زیادی از افراد در گورستان حضور یافتند، در مراسم او زنان حجاب از سر خود برداشتند. با دفن مهسا، اعتراضات گسترش یافت. عده زیادی از زنان به خیابان آمدند مردم شعار «زن، زندگی، آزادی» سر دادند و به تصویر سید علی خامنه‌ای، رهبر جمهوری اسلامی، سنگ پرتاب کردند که نشان دهنده این است خامنه‌ای و حکومتش را مسئول قتل او می‌دانستند. اعتراضات به سنندج و شهرهای دیگر استان کردستان کشیده شد. نیروهای امنیتی در مرکز کردستان آرایش نظامی گرفته بودند. صبح آن روز هم در تهران، مشهد و چند شهر دیگر دانشجویان تجمع کرده و علیه حکومت جمهوری اسلامی شعار داده بودند. احزاب کُرد در این اعتراضات چند روز اعتصاب عمومی اعلام کردند.
در ۲۶ شهریور ۱۴۰۱ به‌دنبال کشته‌شدن امینی، اعتراضاتی آغاز شده. این اعتراضات از تهران به استان کردستان و در روزهای بعد به تمام استان‌های ایران گسترش یافت و تا به امروز ادامه دارد. در حین این اعتراضات، اینترنت و شبکه‌های اجتماعی به‌طور گسترده‌ای از دسترس خارج یا فیلتر شدند. بسیاری از فعالان سیاسی، روزنامه‌نگاران و دانشجویان بازداشت شده و بیش از هفتاد نفر به شلیک مستقیم کشته‌شده‌اند. با ادامه تظاهرات حکومت سعی بر این داشت که از اعتراضات بکاهد و تأکید بر این داشت که ضربه‌ای به سر مهسا امینی نخورده‌است، همچنین سید ابراهیم رئیسی با خانواده امینی تماس گرفت و تسلیت گفت. اما این تلاش‌ها نتیجه‌ای نداشت و نتوانست افکار عمومی را منحرف کند. شعارها در این تظاهرات تنها مربوط به حجاب نبود و خامنه‌ای و حکومتش را نشانه می‌گرفت. در بلوار کشاورز تهران، زنان و مردان معترض شعار «عدالت، آزادی، حجاب اختیاری» سر دادند. در این تظاهرات گاز اشک‌آور شلیک و با ماشین آب‌پاش به معترضان حمله شد. بسیاری از زنان بدون حجاب حضور یافتند و زنان روسری‌هایشان را آتش زدند.
در ادامه تظاهرات به بسیاری از شهرهای ایران گسترش یافت و شکلی سراسری به خود گرفت در تهران مردم شعار «ننگ ما ننگ ما رهبر الدنگ ما» سر دادند. در تبریز مردم از کردها حمایت کردند و شعار می‌دادند «از کردستان تا تبریز، صبر ما شده لبریز». آمار کشته‌شدگان توسط حکومت گسترش می‌یافت و در شهرهایی مانند همدان نیروهای امنیتی به‌طور مستقیم به معترضان شلیک می‌کردند. سرعت اینترنت در ایران به‌شدت کاهش یافته و در بسیاری از نقاط قطع شده بود. دسترسی شهروندان ایران به اینستاگرام هم محدود شد. صبح چهارشنبه خامنه‌ای سخنرانی کرد اما هیچ اشاره‌ای به اعتراض‌ها و مرگ مهسا امینی نکرد. ساعاتی بعد ابراهیم رئیسی، در سازمان ملل متحد سخنرانی کرد اما او هم از مهسا امینی نام نبرد فقط به یک اتفاق در ایران اشاره کرد که آن را بزرگنمایی می‌کنند.
همچنین خامنه‌ای به سپاه دستور رسمی سرکوب اعتراضات را صادر کرد و به فرماندهان سپاه گفت که «به این معترضان رحم نباید کرد» او همچنین حکم اقدام زنان به آتش زدن روسری‌های خود را محاربه اعلام کرد و گفت: «معنی ندارد زنان حجاب خود را در خیابان آتش بزنند. این یعنی محاربه با اسلام.»

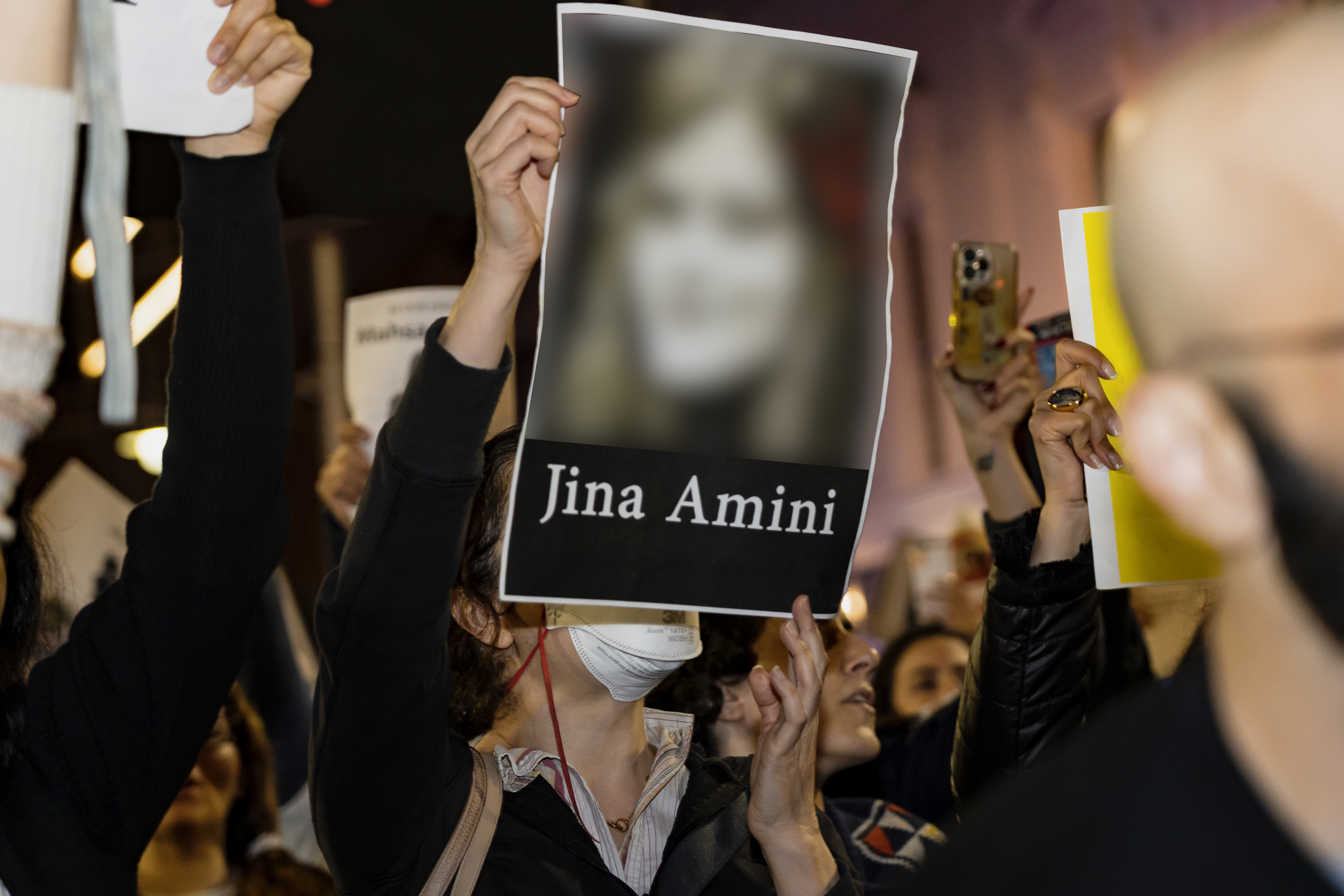
پوستری با پرترهٔ مهسا در تظاهرات همبستگی در ملبورن (۲۹ سپتامبر ۲۰۲۲)

در هفته‌های بعد، اعتراض‌های سراسری در ایران با حمایت‌های گسترده ایرانیان خارج از کشور ادامه یافت و در اقدامی کم‌سابقه جمع کثیری از هنرمندان، روشنفکران کنشگران سیاسی و اجتماعی و سیاستمداران ایرانی و بین‌المللی از آن‌ها پشتیبانی کردند. روز جمعه هشتم مهر ماه و بعد از نماز جمعه زاهدان، شماری از شهروندان این شهر در اعتراض به «قتل حکومتی» مهسا امینی و همچنین تجاوز فرمانده انتظامی چابهار به یک دختر ۱۵ ساله، تجمع اعتراضی برگزار کردند اما نیروهای امنیتی به سوی معترضان تیراندازی کردند. که به «جمعه خونین» و «جمعه سیاه زاهدان» شهرت یافت. خبرگزاریهایی که اخبار این منطقه را پوشش می‌دهد از کشته شدن ۹۱ نفر خبر دادند که در میان کشته‌شدگان نام هفت کودک و نوجوان به چشم می‌خورد. در ادامه، این اعتراضات به دانشگاه‌ها و سپس مدارس درسراسر کشور رسید و «جنبش دانش‌آموزی» بخشی از اعتراض‌های سراسری ایران شد. در پی سرکوب این اعتراضات صدها تن دستگیر و دها نفر کشته شدند که بیشتر آن‌ها نوجوان بودند اما ناآرامی‌ها خاموش نشد. انتشار نام و تصاویر برخی از آن‌ها مانند حدیث نجفی، نیکا شاکرمی و سارینا اسماعیل‌زاده بیش از همه در رسانه‌ها و شبکه‌های اجتماعی منتشر شد که کمتر از ۱۸ سال داشتند و بعد جدیدی به این اعتراض‌ها بخشید.

## جایزه
پارلمان اروپا، ۲۷ مهر ۱۴۰۲، جایزه حقوق بشری اتحادیه اروپا، ساخاروف، را به مهسا امینی و جنبش زن، زندگی، آزادی در ایران اهدا کرد. پیشنهاد اعطای جایزه از طرف دیوید لِگا، عضو سوئدی پارلمان اروپا از گروه حزب مردم اروپا، ارائه شده بود. جایزه آزادی تفکر و عقیده ساخاروف عالی‌ترین جایزه‌ای است که اتحادیه اروپا سالانه به فعالان حقوق بشر یا مجموعه‌ای از فعالیت‌های حقوق بشری اهدا می‌کند. مراسم اهدای این جایزه ۲۲ آذرماه ۱۴۰۲ در شهر استراسبورگ فرانسه برگزار خواهد شد.
امجد امینی، پدر مهسا، در واکنش گفت «نام ژینا به نماد آزادی‌خواهی و برابری‌طلبی در جهان تبدیل شده‌است.» کمی قبل هم مژگان افتخاری، مادر مهسا، گفت «ژینا گیان دختر شیرینم، از خواب برخیز تا ببینی امروز نامت در سراسر جهان طنین‌انداز شده‌است. چشمانت را باز کن تا ببینی امروز خانواده‌ای به بزرگی همه مردم دنیا داری.» روبرتا متسولا، رئیس پارلمان اروپا، نیز بعد از اعلام خبر اعطای جایزه به امینی گفت که «قتل بی‌رحمانه ژینا مهسا امینی ۲۲ ساله یک نقطه عطف بود و به یک جنبش تاریخ‌ساز تحت هدایت زنان منجر شد.»